# Meioneta micaria
Meioneta micaria är en spindelart som först beskrevs av James Henry Emerton 1882.  Meioneta micaria ingår i släktet Meioneta och familjen täckvävarspindlar. Inga underarter finns listade i Catalogue of Life.